# Atlantic Airways
Az Atlantic Airways Feröer nemzeti légitársasága. A mintegy 200 embert foglalkoztató cég székhelye Sørvágurban található. Flottája öt repülőgépből és két helikopterből áll. Menetrend szerinti összeköttetést biztosít Feröer és több dániai város, valamint Anglia, Skócia, Izland és Norvégia között. Tevékenységi körébe tartozik a repülőgépek lízingbe adása is. Helikopteres részlege a külső szigetek közlekedésének biztosítása mellett légimentést is végez.

## Történelem

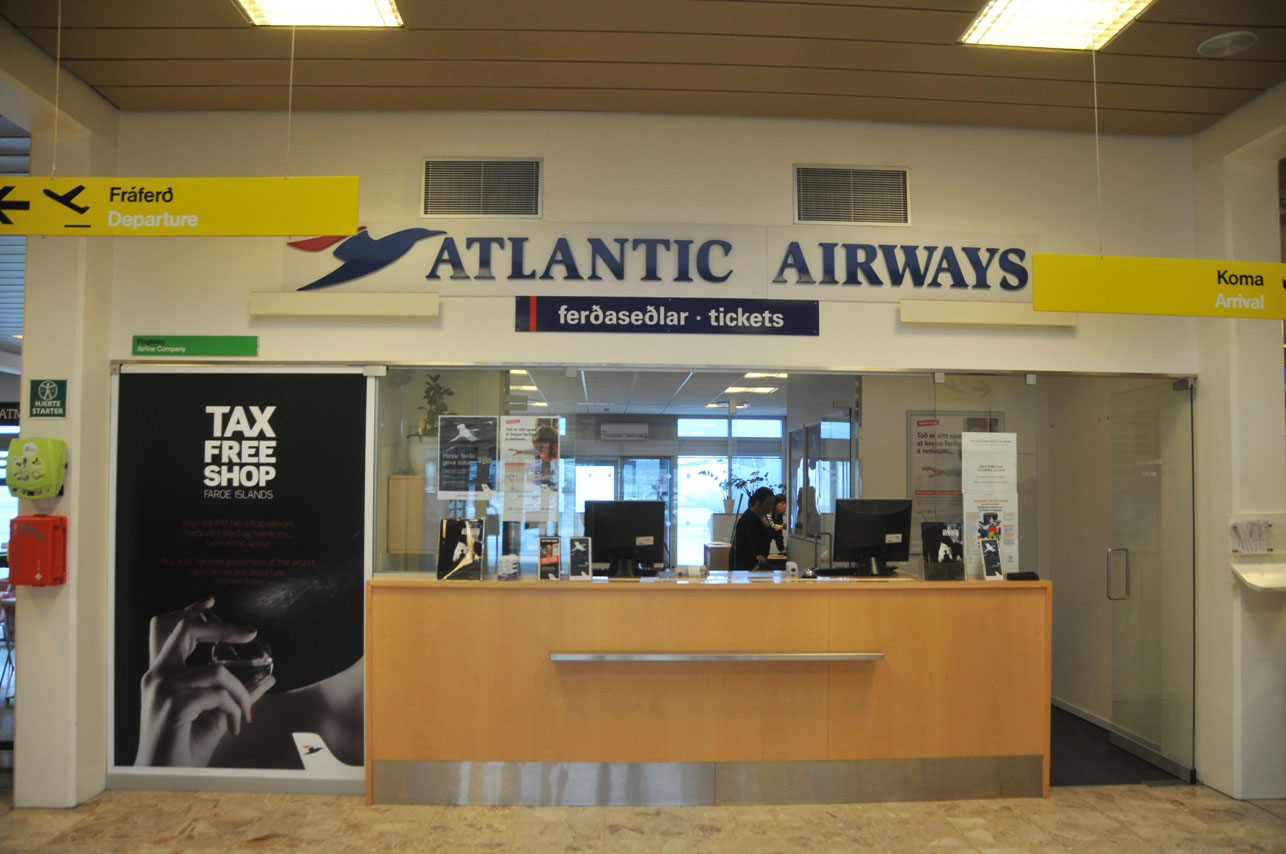
Az Atlantic Airways jegyirodája a Vágari repülőtéren

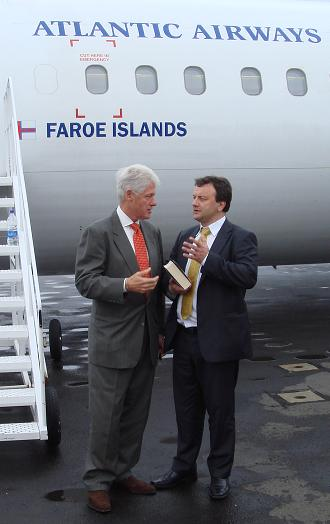
Bill Clinton és Magni Arge a vágari repülőtéren, 2007 októberében

A légitársaságot 1987-ben hozták létre, a feröeri kormány (51%) és a dán Cimber Air (49%) közös vállalkozásaként, de 1989-ben a kormány kivásárolta a kisebbségi tulajdonost. Az első járatot 1988. március 28-án indították Vágar és Koppenhága között, egy British Aerospace BAe 146-ossal. A kormány egy hangárt építtetett a Vágari repülőtéren, hogy biztosítsa a légitársaság számára a bázisrepülőtér szolgáltatásait.
Az új légitársaság (amelynek sokan nem jósoltak hosszú életet) célja az volt, hogy megbízható összeköttetést biztosítson Feröer számára a külvilággal, és emelje a szolgáltatás színvonalát. A menedzsment és a személyzet feröeriekből állt. Az új szolgáltatás népszerűsége és a magas kihasználtság ellenére a kezdet pénzügyileg nehéznek bizonyult a szigeteket sújtó gazdasági válság miatt, és csak 1995-re lett nyereséges a társaság.
Az izlandi Reykjavíkba 1995-ben indult az első járat, majd a nyári hónapokban a grönlandi Narsarsuaqba is repült az Atlantic Airways. Az 1990-es évek második felében a dániai Billund és a skóciai Aberdeen került fel az úticélok közé.
A növekvő utasszám és a stabilizálódott pénzügyek lehetővé tették egy újabb BAe 146-os szolgálatba állítását. Ennek köszönhetően megnyílt a londoni (Stansted) és az oslói járat. A turizmus növekedése lehetővé tette, hogy újabb célpontok nyíljanak: Aalborg, Stavanger, Stord és Edinburgh. 2006-ban a stordi járat  megszűnt, Edinburgh-t pedig Shetland váltotta fel. A társaság belépett az Egyesült Királyság belső piacára is, egyedüliként közvetlen összeköttetést kínálva London és Shetland között.
1994 óta az Atlantic Airways működteti a belföldi helikopterjáratokat is, amelyek azon felül, hogy létfontosságú összeköttetést jelentenek néhány sziget számára, a turistáknak is vonzóak. Szükség esetén a helikopterek mentési feladatokat is ellátnak.
Az elmúlt öt évben a társaság évente 8 és 13 millió dán korona közötti profitot termelt; forgalma az 1998-as 120 millió koronáról 2002-re 190 millióra nőtt. 2005 januárjában 96 embert foglalkoztatott. 2007 novemberében a társaság 33%-át privatizálták. 2009-re az alkalmazottak száma 205-re, az utasoké 316 860-ra, a cég éves forgalma 402,1 millió koronára nőtt.
A társaság 2012-ben beszerzett egy Airbus A319 típusú repülőgépet, amit a Vágari repülőtér kifutópályájának előző évben befejezett meghosszabbítása tett lehetővé.

### Balesetek
2006. október 10-én a norvégiai Stord repülőterén balesetet szenvedett a légitársaság 670-es számú járata. A Stavanger felől érkező BAe 146-200 típusú gép leszállás közben lecsúszott a kifutópályáról, és lángba borult. A fedélzeten tartózkodó 16 ember közül 12-en ki tudtak menekülni a gép felrobbanása előtt, 4-en azonban meghaltak: egy feröeri légikísérő és három norvég utas.

## Úticélok
A következő úticélokra közlekednek menetrend szerinti járatok a Vágari repülőtérről a 2011/2012-es téli és a 2012-es nyári menetrendben:
- Dánia
  - Aalborg (Aalborgi repülőtér) (nyáron heti 2 járat)
  - Billund (Billundi repülőtér) (télen heti 2 járat, nyáron naponta)
  - Koppenhága (Koppenhágai repülőtér) (napi több járat)
- Izland
  - Reykjavík (Reykjavíki repülőtér) (télen heti 2 járat, nyáron heti 3 járat)
- Norvégia
  - Bergen (nyáron heti 2 járat)
- Egyesült Királyság
  - London (London–Gatwick repülőtér) (nyáron heti 2 járat)

## Flotta

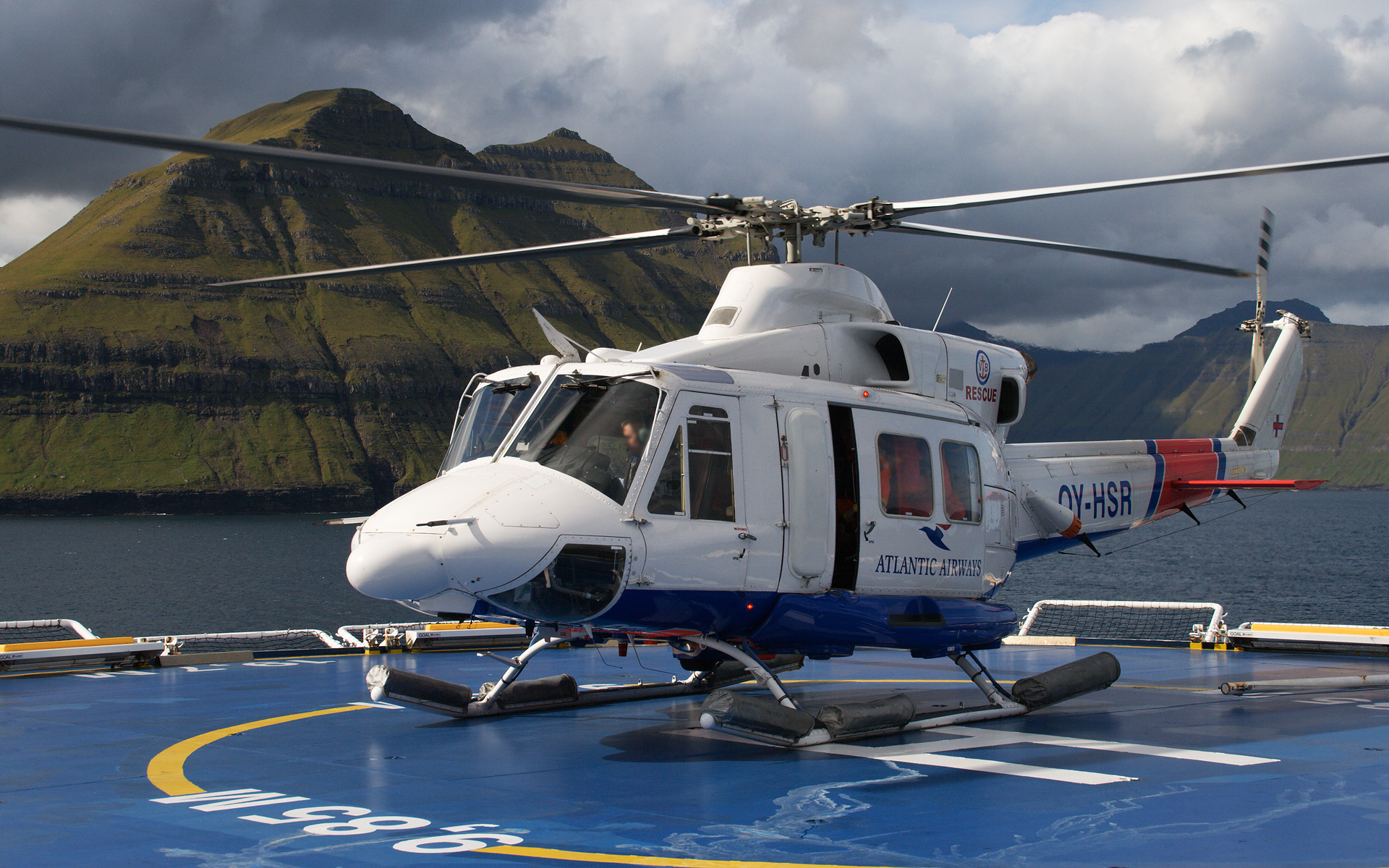
Az Atlantic Airways helikoptere a Norröna helipadján

Az Atlantic Airways flottája a következő gépekből áll:
Repülőgépek:
- 1 Airbus A319
- 1 Avro RJ100
- 2 Avro RJ85

Helikopterek:
- 1 Bell 412EP
- 1 Bell 412HP